# Distichochlamys rubrostriata
Distichochlamys rubrostriata är en enhjärtbladig växtart som beskrevs av Walter John Emil Kress och Rehse. Distichochlamys rubrostriata ingår i släktet Distichochlamys och familjen Zingiberaceae.
Artens utbredningsområde är Vietnam. Inga underarter finns listade i Catalogue of Life.